# Mickie James
Mickie Laree James, nota semplicemente come Mickie James (Richmond, 31 agosto 1979) è una wrestler e cantante statunitense.
È nota per il suo periodo trascorso nella WWE, dove ha detenuto cinque volte il WWE Women's Championship e una volta il WWE Divas Championship, e nella Total Nonstop Action Wrestling, dove ha vinto cinque volte il TNA/Impact Knockout's Championship.

## Carriera nel wrestling

### Circuito indipendente (1999–2003)
Allenata da Dory Funk Jr., debuttò come Alexis Laree nell'estate del 1999 come valletta di Tommy Dreamer nella KYDA Pro Wrestling a Manassas (Virginia) e poco dopo iniziò a lottare. In quegli anni alcuni dei suoi incontri li disputò contro uomini.
La sua carriera proseguì in altre federazioni come la Beautiful Babes of Wrestling, la Professional Girl Wrestling Association e la Maryland Championship Wrestling.
Nel gennaio del 2001 debuttò nella Dangerous Women of Wrestling e nella Women's Extreme Wrestling. Le due organizzazioni lavorarono congiuntamente per promuovere incontri di wrestling femminili con una vena hardcore e la WEW organizzò eventi in pay-per-view con cadenza mensile. Ebbe diverse rivalità importanti, ma la più famosa fu quella con Ronnie Stephens: le due lottarono l'una contro l'altra in molte federazioni del circuito indipendente del nordest degli Stati Uniti. La kayfabe inoltre la portò ad essere affiancata da una sorella, Valentina Laree.

### Total Nonstop Action (2002–2003)
Nel 2002 firmò per la Total Nonstop Action Wrestling sempre come Alexis Laree. La sua prima apparizione avvenne nel secondo pay-per-view organizzato dalla federazione, quando prese parte ad una Lingerie Battle Royal. Fu utilizzata con regolarità a partire dal 26 marzo 2003, quando aiutò Amazing Red in un Mixed Tag Team match contro Kid Kash e Trinity. Due settimane dopo, il match tra le due terminò prematuramente quando Alexis fu portata via da Raven. Nel corso della stessa serata, fu rivelato che Laree si unì a Raven, nella "The Gathering", piccola parte della "Sports Entertainment Xtreme", stable guidata da Vince Russo. Con Raven guida del gruppo, si focalizzarono sull'obbiettivo di togliere l'NWA World Heavyweight Championship dalle mani di Jeff Jarrett. Nelle settimane successive, Laree e Dinero aiutarono Raven a vincere i suoi incontri ed il 16 aprile 2003 Jarrett venne sfidato in un "Clockwork Orange House of Fun Match". Il match si svolse tra Jeff Jarret e la coppia Dinero - Laree e terminò quando, in seguito ad una Powerbomb di Jarrett su Laree, Raven intervenne attaccando Jarrett con la sua Raven Effect DDT e mettendo Dinero sopra di lui per lo schienamento vincente.
Il Clockwork Orange House of Fun match, fu il suo ultimo incontro in TNA e dopo aver lottato in diversi eventi indipendenti, firmo per la WWE.

### Ohio Valley Wrestling (2004–2005)
Nell'agosto 2003, passò alla Ohio Valley Wrestling, federazione satellite della WWE e debuttò il 29 gennaio 2004 sempre come Alexis Laree, in un match contro Melina, terminato in no contest; fu poi protagonista di diverse faide, che la videro contrapposta, tra le altre, a Jillian Hall, Shaniqua, Beth Phoenix, Shelly e la stessa Melina.
Nell'estate 2005, divenne la valletta di CM Punk e i due fecero una fugace apparizione nel main roster, dove apparvero nella puntata di Heat del 25 luglio (qui utilizzò il nome Vicki Adams).

### World Wrestling Entertainment (2005–2010)

#### Faida con Trish Stratus e Women's Champion (2005–2006)
Debuttò nel main roster come Mickie James, nella puntata di Raw del 10 ottobre 2005, venendo presentata come una fan ossessionata da Trish Stratus. Aiutò Ashley e Stratus dopo un attacco perpetrato da Victoria; il suo primo match televisivo lo disputò la settimana successiva, lottando con Ashley e Stratus contro Victoria, Candice Michelle e Torrie Wilson, match vinto da queste ultime. Dopo diversi match in tag team cont Stratus, nella puntata di Raw del 12 dicembre, sconfisse Victoria, ottenendo un match contro Stratus per il Women's Championship a New Year's Revolution. In seguito, esternò i suoi sentimenti per Trish Stratus, rivelandosi lesbica, per poi trascinarla in situazioni compromettenti, come quando utilizzò la scusa del vischio per baciarla, ma fu respinta. L'8 gennaio 2006, a New Year's Revolution, fallì l'assalto al titolo.
Le prime avvisaglie di un suo imminente turn heel, si ebbero quando attaccò la beniamina del pubblico Ashley in un tag team match insieme a Trish Stratus nella puntata di Raw del 16 gennaio contro Candice Michelle, Torrie Wilson e Victoria. Il 29 gennaio, a Royal Rumble, vinse contro Ashley in un match dove Stratus fu arbitro speciale, ma nel rematch del successivo Raw, fu Ashley a trionfare. La storyline andò avanti con James che accusò il fidanzato di Stratus di violenza sessuale (kayfabe), ma in realtà fu lei ad importunarlo. Si rese protagonista di altre azioni atte a dimostrare la sua ossessione per Stratus e arrivò a provare ad abbracciarla e baciarla, ma dopo il rifiuto, perse la testa e la attaccò, sancendo il suo definitivo passaggio a heel. Le due si sfidarono il 2 aprile a WrestleMania 22 e fu James a vincere, conquistando il Women's Championship al debutto nel pay-per-view. Nel rematch del 10 aprile, a Backlash, James fu squalificata, ma mantenne il titolo.
Perse la cintura dopo 134 giorni di regno nella puntata di Raw del 14 agosto contro Lita, scorrettamente. Quest'ultima infatti, mentre il compagno Edge distraeva l'arbitro, colpì James con la cintura. Provò a riprendersi il titolo nel Raw del 28 agosto, ma perse per squalifica. Nella puntata di Raw dell'11 settembre, James fu sconfitta da Trish Stratus nell'ultimo match televisivo di quest'ultima prima del ritiro. Le due, al termine del match, si abbracciarono. Dopo Unforgiven, la campionessa Trish Stratus si ritirò e rese vacante il titolo e la sera dopo a Raw, venne indetto un torneo per determinare la nuova campionessa: James sconfisse Victoria e Melina nei primi due turni, ma perse contro Lita il 5 novembre a Cyber Sunday: le due si sfidarono in diversi match, con vittorie alterne, portando James al definitivo turn face.

#### Regni titolati (2006–2009)
Il 26 novembre, alle Survivor Series, vinse il suo secondo Women's Championship schienando Lita, nell'ultimo match di quest'ultima prima del ritiro. Dopo aver perso un match a Raw contro Victoria, quest'ultima fu sancito un match titolato tra le due a New Year's Revolution, dove fu la campionessa a trionfare. Iniziò una faida con Melina, quando fu nominata sfidante al titolo. Dopo aver difeso con successo la cintura dall'assalto di Melina nella puntata di Raw del 5 febbraio, lottò in coppia con Super Crazy in un Mixed-tag team match contro Melina e Johnny Nitro nella puntata di Raw del 12 febbraio. Dopo che Melina schienò James, la sfidò in un rematch per il titolo femminile per il successivo Raw del 19 febbraio, ma questa volta fu la sfidante a conquistare la vittoria, terminando il regno di James dopo 85 giorni. Nel rematch del 5 marzo, le due si affrontarono in un Falls Count Anywhere match, ma la campionsessa mantenne la cintura.

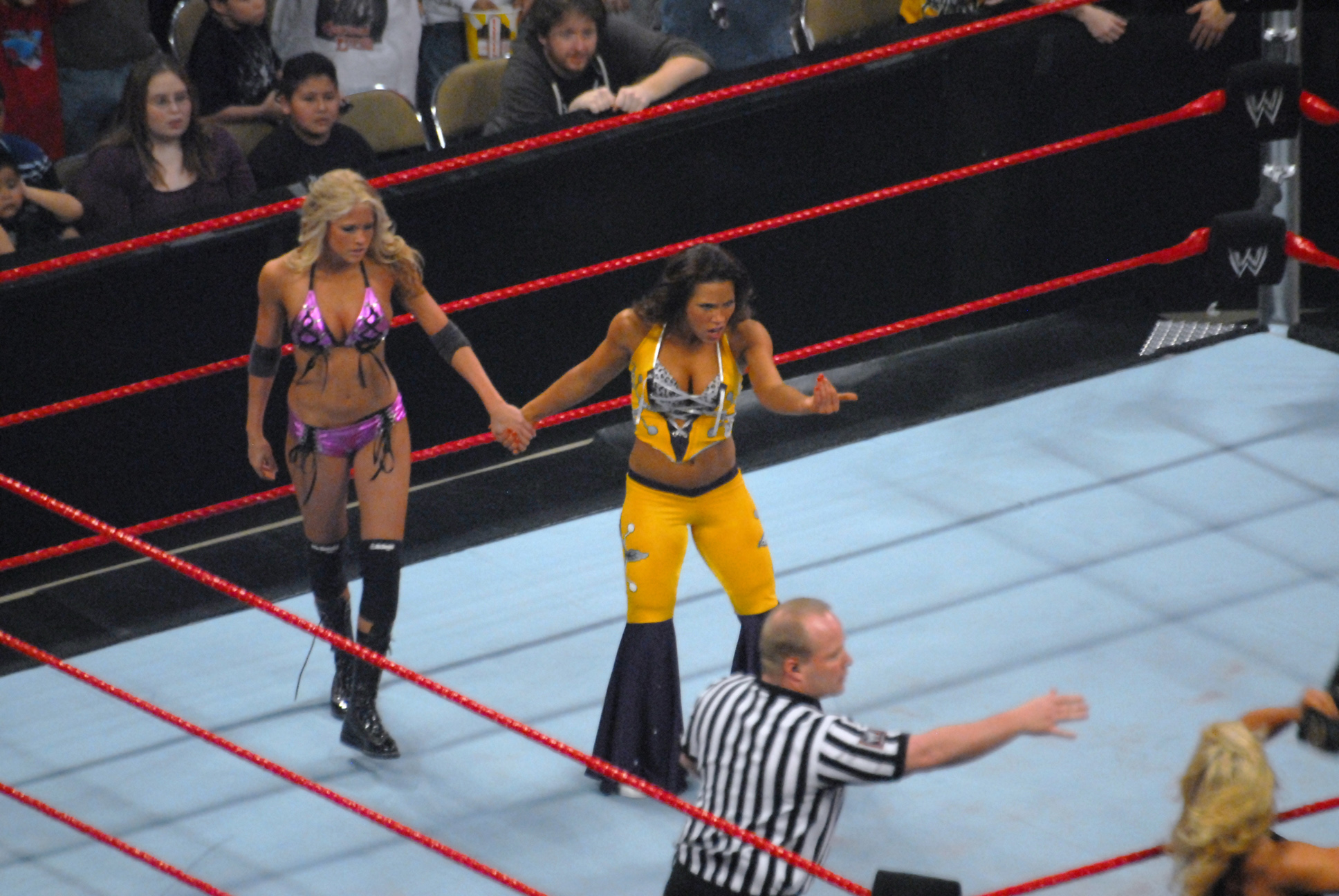
Mickie James (a destra) insieme a Kelly Kelly a RAW nel 2008

Il 24 aprile 2007, nel corso di un house show svoltosi a Parigi, vinse il Women's Championship per la terza volta in un triple threat match contro Melina e Victoria: per ordine di Jonathan Coachman, James difese il titolo la sera stessa e lo perse contro Melina e il 29 aprile, a Backlash, fallì nel tentativo di riprendersi il titolo. Ad Armageddon, sfidò Beth Phoenix per il Women's Championship, ma fu sconfitta e il 31 dicembre a Raw, prese parte ad un Triple Threat match titolato contro Melina e la campionessa Beth Phoenix, ma fu quest'ultima a vincere.
Nella puntata di Raw del 14 aprile 2008, svoltasi a Londra, conquistò per la quarta volta il Women's Championship sconfiggendo Beth Phoenix e nel successivo rematch del 5 maggio, il Lumberjill match, fu vinto dalla neo campionessa. Il 18 maggio, a Judgment Day, difese il titolo con successo in un Triple Threat match contro Beth Phoenix e Melina. Il 29 giugno, a Night of Champions,  difese la cintura contro Katie Lea. Il 17 agosto, a SummerSlam, James e l'Intercontinental Champion Kofi Kingston furono sconfitti da Beth Phoenix e Santino Marella in un Intergender tag team match perdendo entrambe le cinture.
Alle Survivor Series, prese parte al 5-on-5 Survivor Series tag team elimination match nel Team Raw (James, Beth Phoenix, Candice Michelle, Jillian Hall e Kelly Kelly) contro il Team SmackDown (Maria, Maryse, Michelle McCool, Natalya e Victoria), dove fu eliminata da Maryse; tuttavia, il Team Raw vinse la contesa.

#### Divas Champion e varie faide (2009–2010)

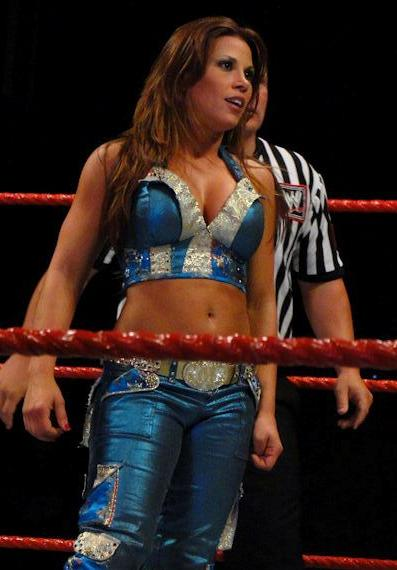
Mickie James nel 2009

Il 26 luglio 2009, a Night of Champions, sconfisse Maryse conquistando il Divas Championship, seconda atleta ad aver detenuto sia il Women's Championship che il Divas Championship. Il 4 ottobre, a Heel in a Cell, Mickie difese il titolo con successo contro Alicia Fox, ma lo perse il 12 ottobre a Raw, contro Jillian Hall che pose fine al regno dopo 78 giorni e la settimana successiva fu assegnata al roster di SmackDown.
Debuttò nello show blu, il 23 ottobre, sconfiggendo Layla. Nella puntata di SmackDown del 13 novembre, fu sconfitta da Natalya dopo una distrazione delle Laycool (Michelle McCool e Layla), iniziando una rivalità. Alle Survivor Series, prese parte al 5-on-5 Survivor Series tag team elimination match come capitano del Team James (James, Eve Torres, Gail Kim, Kelly Kelly e Melina) contro il Team McCool (Alicia Fox, Beth Phoenix, Jillian Hall, Layla e Michelle McCool), dove fu l'unica sopravvissuta insieme a Melina, portando il suo team alla vittoria. Nella puntata di SmackDown del 4 dicembre, vinse un Triple Threat match per determinare la sfidante al Women's Championship detenuto da Michelle McCool che comprendeva anche Beth Phoenix e Natalya e a fine match, venne assalita da Layla e Michelle McCool, ma fu salvata dalla rientrante Maria e nel successivo SmackDown, le due fecero coppia e batterono le Laycool. Il 13 dicembre a TLC: Tables, Ladders & Chairs, fu sconfitta nel match titolato contro McCool.
Il 31 gennaio, a Royal Rumble, sconfisse Michelle McCool e conquistò per la quinta volta il Women's Championship, quindi iniziò una rivalità con Vickie Guerrero, manager delle Laycool. Il 28 marzo, a WrestleMania XXVI James, Beth Phoenix, Eve Torres, Gail Kim e Kelly Kelly furono sconfitte da Alicia Fox, Layla, Maryse, Michelle McCool e Vickie Guerrero.
Lottò il suo ultimo match in WWE il 20 aprile 2010, dove in coppia con Beth Phoenix, perse contro le Laycool. Il match andò in onda il 23 aprile, ma James fu licenziata il 22.

### Circuito indipendente (2010–2016)
L'11 luglio 2010, tornò a lottare nel circuito indipendente, debuttando per la World Wrestling Council dove sconfisse ODB. Il 7 agosto, lottò nella ICW New York, dove ha sfidò senza successo Mercedes Martinez per il WSU World Championship. Il 30 aprile 2011, lottò nella Covey Promotions, dove conquistò il vacante CP Women's Championship contro Hannah Blossom. Perse il titolo l'11 novembre, contro Jessie Belle Smothers dopo 195 giorni di regno.

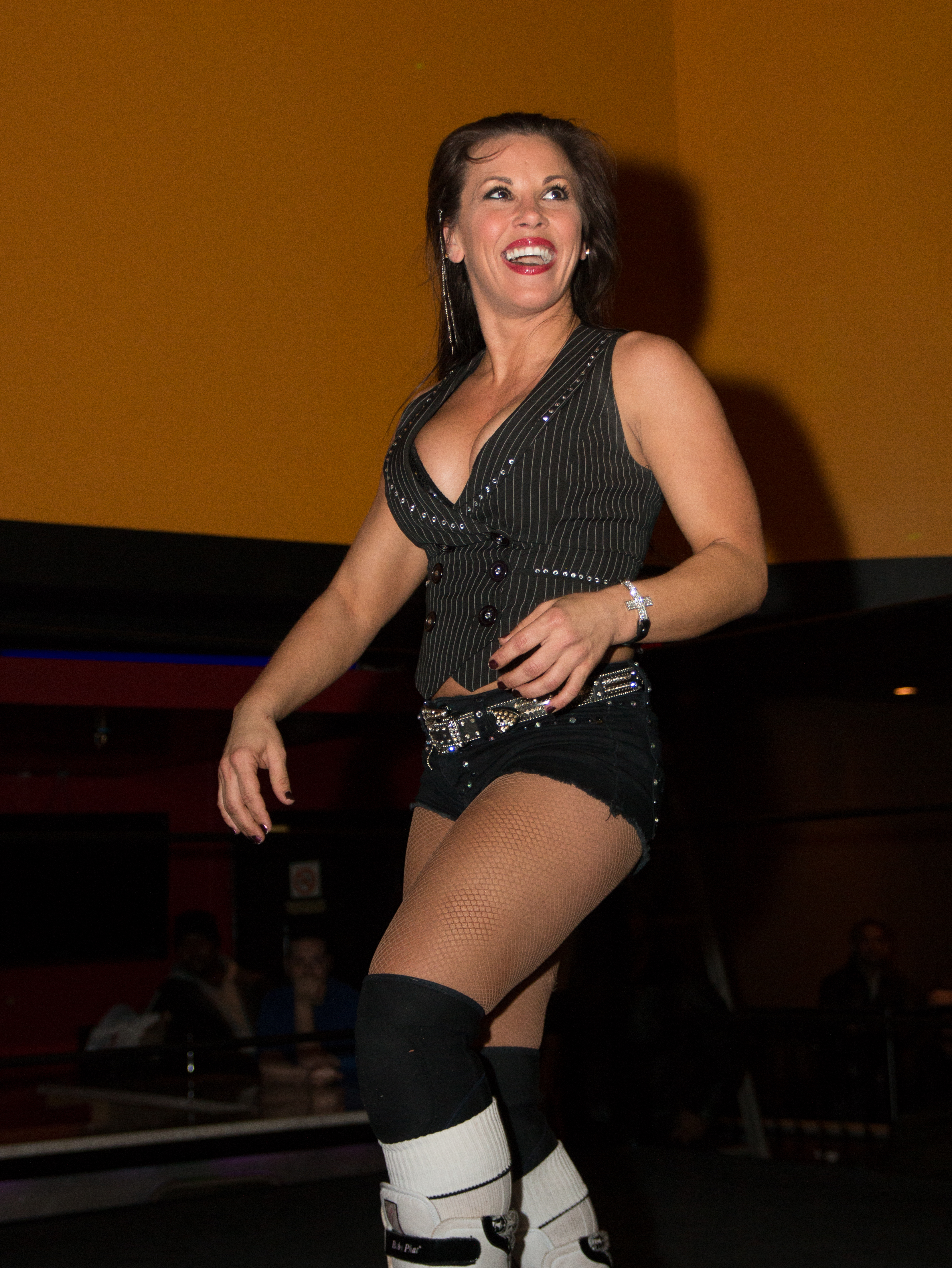
Mickie James nel 2014

Il 23 marzo 2013, debuttò nella Funkin' Conservatory, dove lotta in coppia con il suo maestro Dory Funk Jr. e Johnny Magnum sconfissero Brian Davis, Hollywood Heather e Quinton Hitchcock in un Mixed tag team match. Durante lo stesso evento, prese parte ad un Fatal 4-way match insieme a Claudia Reiff, Hollywood Heather e Jessica Hill per valido per il BANG Women's Championship, vinto da Reiff. Il 9 agosto, tornò nella Big Time Wrestling dove lottò una serie di match difendendo il TNA Knockouts Championship contro Reby Sky, il 10 agosto in un Triple Threat match contro Jessie Belle Smothers e Reby Sky e l'11 e 13 agosto ancora contro Sky.
L'8 aprile 2014, nella MCW Pro Wrestling, James e Renee Michelle sconfissero Angelina Love e Jessie Kaye. Dopo essersi presa una pausa per maternità, tornò sul quadrato il 30 novembre, dove nella Queens Of Combat batté Tessa Blanchard. Il 24 aprile 2011, lottò nella Absolute Intense Wrestling, dove prese parte ad un Fatal 4-way match insieme a Candice LeRae, Veda Scott e la campionessa Athena valevole per l'AIW Women's Championship, ma vittoria e titolo andarono a Scott
Il 19 giugno 2015, nella MCW Pro Wrestling, sconfisse Amber Rodriguez laureandosi MCW Women's Championship per la prima volta, in un match arbitrato da Lisa Marie Varon. Il 30 agosto, nella Insane Championship Wrestling, prese parte al torneo per incoronare la prima ICW Women's Champion, ma fu sconfitta da Kay Lee Ray al primo turno. Dopo aver difeso il titolo contro Kimber Lee, Amber Rodriguez (due volte), Kennadi Brink e Kimber Lee in un Fatal 4-way match, lo perse contro Kimber Lee dopo 147 giorni di regno. Il 23 luglio 2016, nella Legacy Wrestling, fallì l'assalto alLegacy Wrestling Women's Championship detenuta da Veda Scott.
Il 2 settembre, ritornò nella Chikara, dove prese parte al torneo per decretare il miglior trio, greggiando insieme a Jazz e Victoria, facendosi chiamare "Team Original Divas Revolution". Al primo turno eliminarono il Team SHIMMER (Candice LeRae, Crazy Mary Dobson e Solo Darling), ma furono eliminate ai quarti di finale dal "Team Warriors Three" (Oleg The Usurper, Princess KimberLee e The Estonian ThunderFrog).  Il 9 ottobre, sconfisse Tennessee Honey conquistando l'IPW:UK Women's Championship per la prima volta.
Il 17 dicembre, lottò i luo ultimo match sulla scena indipendente, nella Bellatrix Female Warriors, dove perse per squalifica contro Lady Lory un match valido per il Bellatrix World Championship. Il giorno successivo, rese vacante l'IPW:UK Women's Championship dopo 70 giorni di regno, in seguito alla firma con la WWE.

### Ritorno in TNA (2010–2013; 2015)

#### Varie faide (2010–2011)
Il 22 settembre 2010, firmò un contratto con la Total Nonstop Action Wrestling e debuttò durante la puntata di Impact del 7 ottobre, dove fu nominata arbitro speciale nel Fatal 4-way match fra Angelina Love, Madison Rayne, Velvet Sky e Tara a Bound for Glory per il TNA Knockouts Championship detenuto da Rayne. Il match fu vinto da Tara, che scatenò l'ira di Madison Rayne che attaccò James, la quale controbatté dandole un pugno. Nella puntata di Impact del 14 ottobre, Madison Rayne si riprese il titolo e nel post match James sfidò la campionessa. A Turning Point, il match contro Tara (che l'aveva assalita nelle settimane precedenti) terminò in no contest. Nella puntata di Impact del 18 novembre, sconfisse Angelina Love e fu nominata sfidante al Knockouts Championship. Il 5 dicembre, a Final Resolution, affrontò ancora una volta Tara in un Falls Count Anywhere match, ma fu sconfitta dopo un'interferenza di Madison Rayne che le spruzzò uno spray sugli occhi e la colpì con la cintura. Il 9 gennaio, a Genesis, perse il match titolato contro Rayne dopo un'interferenza di Tara. La faida con Madison Rayne proseguì nelle settimane successive e il 13 febbraio, a Against All Odds, James perse nuovamente contro la campionessa in un Last Knockout Standing match, grazie all'ennesimo intervento di Tara.
Il 18 marzo, si infortunò a una spalla durante un house show e per giustificare la sua assenza nella puntata successiva fu investita da una moto, alla cui guida vi era Tara.

#### Regni titolati (2011–2013)

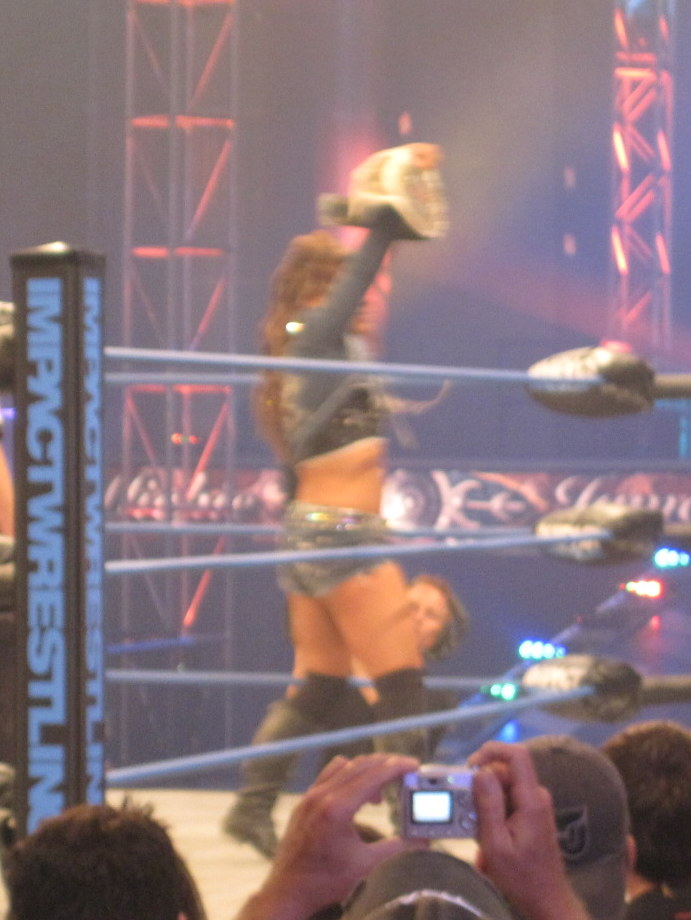
Mickie James a Slammiversary IX con il TNA Knockouts Championship.

Il 17 aprile, a Lockdown, riuscì a battere Madison Rayne in un Hair vs. title Steel cage match, conquistando il TNA Knockouts Championship per la prima volta, diventando la prima wrestler della storia ad aver vinto il Women's Championship, il Divas Championship e il TNA Knockouts Championship.
Dopo aver difeso il titolo contro Miss Tessmacher, il 15 maggio, lo difese nuovamente a Sacrifice contro Madison Rayne e come da stipulazione Tara fu libera dal contratto che la legava a Rayne. Il 12 giugno, a Slammiversary IX, difese il titolo contro Angelina Love, ma dopo il match, venne brutalmente attaccata da Love e Winter. Nella puntata di Impact del 30 giugno, Mickie e le TnT (Miss Tessmacher  e Tara) sconfissero Angelina Love, Madison Rayne e Winter in un 6-Knockout tag team elimination match, dove James riescì ad eliminare tutte le sue avversarie dopo esser rimasta da sola. Perse il titolo, dopo 112 giorni di regno, ad Hardcore Justice contro Winter, in seguito all'intromissione di Angelina Love che permise alla sfidante di spruzzare il red mist negli occhi di James.
Nella puntata di Impact dell'11 agosto, betté Madison Rayne diventando la sfidante al Knockouts Championship detenuto da Winter, che conquistò il 1º settembre a Impact, ma che perse dieci giorni dopo nel rematch di No Surrender. A Bound for Glory prese parte al Fatal 4-way match insieme a Madison Rayne, Velvet Sky e la campionessa Winter, valido per il TNA Knockouts Championship, ma fu vinto da Sky. Il 17 novembre, vinse un Gauntlet match diventando la sfidante al Knockouts Championship detenuto da Gail Kim eliminando in ordine Angelina Love, Sarita, Tara, Winter, ODB e Madison Rayne, ma a Final Resolution, non riuscì a conquistare il titolo, in seguito ad una distrazione di Madison Rayne, ma nel rematch del successivo Impact, perse nello stesso modo. Nella puntata di Impact del 7 giugno, prese parte ad un Fatal 4-way match insieme a Miss Tessmacher, Tara e Velvet Sky per determinare la sfidante al TNA Knockouts Championship detenuto da Gail Kim, ma il match fu vinto dalla prima. Nella puntata di Impact del 21 giugno, sfidò Brooke Tessmacher per il Knockouts Championship, venendo scelta come avversaria al posto di Velvet Sky, ma fu sconfitta.
Dopo qualche mese di pausa, tornò nella puntata di Impact del 15 novembre, dove vinse una Knockouts Battle royal, diventando la  sfidante al Knockouts Championship detenuto da Tara, ma a Final Resolution, non riuscì a vincere in seguito ad una distrazione da parte del ragazzo della campionessa Jessie, e anche nel rematch di Impact, fu Tara a trionfare.
Nella puntata di Impact del 18 aprile,batté Miss Tessmacher diventando la sfidante al Knockouts Championship detenuto da Velvet Sky, ma il 25 aprile a Impact fu sconfitta e iniziò a mostrate atteggiamenti da heel dopo aver infierito sul ginocchio di Sky. Nella puntata di Impact del 23 maggio, sconfisse Velvet Sky conquistando il TNA Knockouts Championship per la terza volta.
Il 6 settembre, a One Night Only: Knockouts Knockdown, sconfisse Serena Deeb qualificandosi per la Gauntlet Battle royal match per decretare la "Queen of the Knockouts", dove fu eliminata per ultima da Gail Kim. Il 19 settembre a Impact perse il titolo contro ODB, dopo 119 giorni di regno. Quattro giorni dopo, venne rivelato che James non trovò un accordo per il rinnovo del contratto e di conseguenza, lasciò la compagnia.
Il 6 dicembre, a One Night Only: World Cup, tornò in TNA, in rappresentanza del Team USA, ma venne sconfitta da Ivelisse, facente parte del Team Aces And Eights. Nella stessa serata, il Team USA (James, Christopher Daniels, James Storm, Kazarian e Kenny King)  opposto al Team Aces And Eights (DOC, Ivelisse, Knux, Mr. Anderson e Wes Brisco) in un 10-Mixed tag team elimination match, dove James eliminò Ivelisse, ma fu poi eliminata da Brisco, ma la vittoria finale andò al Team USA.

#### Breve ritorno (2015)
Dopo circa un anno e mezzo di assenza, tornò a sorpresa come face, il 30 gennaio 2015, durante i taping di Impact a Glasgow, Scozia. Si confrontò diverse volte con Bram, riguardo alle sue azioni contro suo marito Magnus. Nella puntata di Impact del 24 aprile, dichiarò di volersi ritirare dal wrestling e svolgere il ruolo di mamma a tempo pieno, ma James Storm cercò di convincerla a disputare un ulteriore match, ma la settimana successiva, declinò la richiesta di Storm di unirsi ai Revolution, venendo poi attaccata nel backstage. Nella puntata di Impact del 1º luglio, si confrontò con James Storm e sfidandolo in un Intergender tag team match; dopo il macth fra Magnus e Storm, James si prese una rivincita su Storm attaccandolo con la sua Jumping DDT.
Lottò il suo ultimo match in TNA, nella puntata di Impact del 29 luglio, dove insieme a Magnus sconfisse Serena Deeb e James Storm in un Mixed tag team match.

### Global Force Wrestling (2015–2016)
Il 7 luglio 2015 firmò un contratto con la Global Force Wrestling di proprietà di Jeff Jarrett. L'11 agosto, durante GFW One Night Only: Amped Anthology - Part 1, debuttò, prendendo parte ad un Triple Threat match insieme a Christina Von Eerie e Lei'D Tapa per determinare una delle due sfidanti che si sarebbero affrontate per conquistare il GFW Women's Championship, ma il match fu vinto da Von Eerie. Il 22 gennaio 2016, lottò in un Triple Threat match insieme a Kimber Lee e la campionessa Christina Von Eerie valevole per il GFW Women's Championship, ma la campionessa riuscì a mantenere il titolo.

### Ritorno in WWE (2016–2021)

#### NXT(2016)
Pur non avendo ufficialmente firmato un contratto con la WWE, il 19 novembre 2016, lottò all'evento NXT TakeOver: Toronto, perdendo un match valido per l'NXT Women's Championship contro la campionessa Asuka.

#### Varie faide (2017–2019)

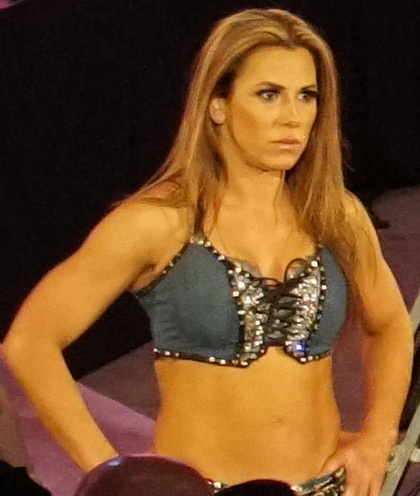
Mickie James nel 2018

Nella puntata di SmackDown del 17 gennaio 2017 tornò nel main roster, sotto le vesti della "Luchadora", permettendo ad Alexa Bliss di mantenere lo SmackDown Women's Championship in uno Steel Cage Match contro Becky Lynch, stabilendosi come heel. Nel kick-off di Royal Rumble, fu sconfitta, insieme ad Alexa Bliss e Natalya, da Becky Lynch, Naomi e Nikki Bella. Ad Elimination Chamber, fu sconfitta da Becky Lynch.
Nella puntata di SmackDown del 7 marzo, James e Bliss sconfissero Becky Lynch e Natalya; tuttavia al termine del match, James colpì la sua compagna col Mick Kick e alzò la cintura al cielo, effettuando un turn face. Il 2 aprile, a WrestleMania 33, partecipò ad un Six-pack challenge match per lo SmackDown Women's Championship che includeva anche la campionessa Alexa Bliss, Becky Lynch, Carmella,  Natalya e Naomi, ma fu quest'ultima a vincere il titolo.
Con lo Shake-up del 10 aprile fu trasferita nel roster di Raw e nella puntata del 17 aprile, partecipò ad un Fatal 4-Way match per determinare la sfidante al Raw Women's Championship di Bayley che includeva anche Alexa Bliss, Nia Jax e Sasha Banks ma il match fu vinto da Bliss. Ci riprovò il 26 giugno a Raw in un Gauntlet match, ma fu eliminata da Nia Jax. Il 2 ottobre, ottenne una chance titolata per il Raw Women's Championship dal General Manager Kurt Angle, ma il 22 ottobre, a TLC: Tables, Ladders & Chairs, fallì l'assalto al Raw Women's Championship. La sera successiva a Raw perse anche il rematch.
Il 22 gennaio 2018, nella puntata speciale Raw 25th Anniversary, per festeggiare i 25 anni dello show rosso James, Asuka, Bayley e Sasha Banks hanno sconfitto Alicia Fox, Nia Jax, Mandy Rose e Sonya Deville. Il 28 gennaio, a Royal Rumble,  partecipò all'omonimo match entrando col numero 26 ma fu eliminata dalla sua ex-rivale Trish Stratus.
Il 25 febbraio, ad Elimination Chamber, partecipò al primo Elimination Chamber match femminile della storia per il Raw Women's Championship che comprendeva anche la campionessa Alexa Bliss, Bayley, Mandy Rose, Sasha Banks e Sonya Deville, ma fu eliminata per terza da Bayley, mentre Bliss ha mantenuto il titolo. L'8 aprile, nel kick-off di WrestleMania 34, prese parte alla prima edizione della WrestleMania Women's Battle Royal ma fu eliminata da Ruby Riott. Nella puntata di Raw del 28 maggio, partecipò ad un Gauntlet match per potersi inserire nel Money in the Bank Ladder match, ma fu eliminata da Ruby Riott.
Il 25 settembre, prese parte alla seconda edizione del Mixed Match Challenge in coppia con Bobby Lashley, battendo nel primo match Alicia Fox e Jinder Mahal, Natalya e Bobby Roode nel secondo, ma al terzo turno, furono eliminati da Ember Moon e Braun Strowman. Tuttavia, nonostante la sconfitta, si qualificarono per il play-off.
Il 28 ottobre, ad Evolution, James e Alicia Fox (che sostituì Alexa Bliss per infortunio) furono sconfitte da Lita e Trish Stratus. Alle Survivor Series, partecipò al 5-on-5 Traditional Survivor Series Women's Elimination match contro il Team SmackDown, ma fu eliminata da Mandy Rose; ciononostante, il Team Raw vinse l'incontro. Nella puntata di Raw del 19 novembre, perse un match titolato contro Ronda Rousey. Il 17 dicembre a Rawprese parte ad un 8-Women Gauntlet match per decretare la sfidante al Raw Women's Championship ed affrontare la campionessa femminile Ronda Rousey la settimana successiva, ma fu eliminata per quarta da Ember Moon. Il 27 gennaio, alla Royal Rumble, entrò con il numero 5 e dopo 11 minuti di permanenza fu eliminata da Tamina. Il 28 gennaio a Raw, Mickie e Alexa Bliss persero il match di qualificazione per i Women's Tag Team Championship contro Tamina e Nia Jax. Il 7 aprile, nel Kick-off di WrestleMania 35, partecipò alla seconda edizione della WrestleMania Women's Battle Royal, ma fu eliminata da Sonya Deville.

#### Apparizioni sporadiche (2019–2021)
Con lo Shake-up del 16 aprile, tornò nel roster di SmackDown. Durante un house show del 1º giugno, si infortunò al ginocchio sinistro in un match contro Carmella, il quale richiese un intervento chirurgico che la tenne fuori dalle scene per un indeterminato periodo di tempo.
Dal 27 settembre 2019, iniziò a ricoprire il ruolo di commentatrice di Main Event, che mantenne fino al 20 marzo 2020, in seguito alla pandemia di COVID-19 e al via libera dei medici per poter ritornare sul ring.
Nella puntata di Raw del 13 agosto 2020, fece il suo ritorno dopo oltre un anno di assenza, apparendo in un'intervista nel backstage, che portò ad un match contro Natalya, che perse per count out.
Il 14 settembre a Raw, venne sconfitta in un match titolato dal finale controverso contro la campionessa Asuka.
Il 31 gennaio 2021 prese parte al suo terzo Royal Rumble match dell'omonimo evento, ma fu eliminata da Lacey Evans.
Il 15 aprile dello stesso anno, la WWE comunicò il suo licenziamento insieme a quello di altre superstar.

### National Wrestling Alliance (2021–2022)
Debuttò nella National Wrestling Alliance durante l'episodio di Powerrr dell'8 giugno 2021, annunciando il suo ruolo di produttrice per EmPowerrr, il primo evento tutto al femminile della federazione. Il 23 giugno, annunciò in un video sul suo profilo Instagram che tornerà sul ring e lanciò una sfida aperta a chiunque voglia lottare contro di lei a NWA 73rd Anniversary Show.
L'ultima apparizione di James nella NWA avvenne durante la puntata del 3 maggio 2022 di Powerrr, dove sconfisse Kenzie Paige.

### Terzo ritorno a Impact Wrestling (2021–2023)
Il 17 luglio apparve a sorpresa a Slammiversary, pay-per-view di Impact Wrestling, dove invitò la campionessa Deonna Purrazzo a presentarsi a EmPowerrr, dopo sei anni di assenza dalla federazione. Successivamente, nell'edizione 2021 di Bound for Glory, James sconfisse Purrazzo, conquistando l'Impact Knockout's Championship.
Il 7 gennaio 2022 in occasione della Royal Rumble, fu annunciato tramite il sito ufficiale della WWE la sua partecipazione all'omonimo match. Fu il primo evento in cui una superstar appartenente a Impact Wrestling partecipasse a un pay-per-view della WWE. Durante l'incontro, fu eliminata per mano di Lita.
Nell'edizione di Sacrifice, svoltasi in marzo fu sconfitta da Tasha Steelz, perdendo così il titolo di campionessa femminile. Dopo altre brevi apparizioni fece il suo ritorno nel settembre dello stesso anno annunciando che si sarebbe ritirata dopo aver perso il suo prossimo incontro, a meno che non avesse vinto ancora una volta il titolo delle Knockouts. Dopo l'annuncio vinse tutti gli incontri, sconfiggendo Mia Yim a Bound for Glory, Taylor Wilde a Over Drive e infine Jordynne Grace a Hard to Kill, conquistando il Knockouts World Championship per la quinta volta in carriera. Tuttavia, sarà costretta a rendere vacante il titolo qualche mese dopo, a seguito di un infortunio alla costola.

### Ritorno in Ohio Valley Wrestling (2024–in corso)
Nel 2024 firmò per la Ohio Valley Wrestling come producer e direttore creativo.

## Vita privata
Nel 2007 Mickie James è stata fidanzata con il collega Kenny Dykstra.
Nel settembre del 2014 nacque il suo primo figlio Donovan Patrick, nato dalla relazione con Nick Aldis. La coppia si fidanzò ufficialmente nel dicembre dello stesso anno e si sposò il 31 dicembre 2015.

## Personaggio

### Mosse finali

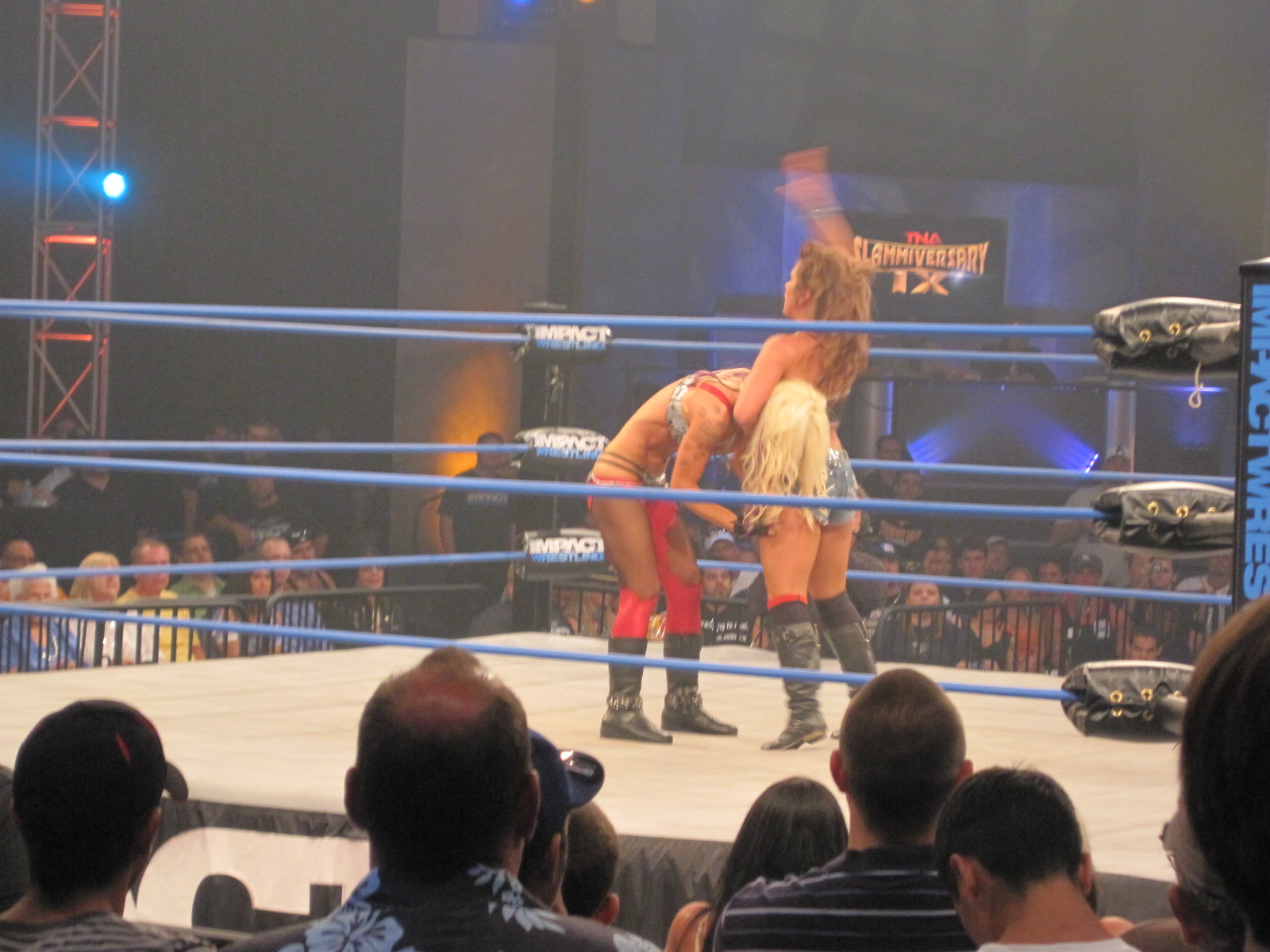
Mickie James mentre si appresta ad effettuare il Mickie-DT

- Long Kiss Goodnight / Mick Kick (Reverse roundhouse kick)
- Maker Breaker (Cross-legged STF) – 2013
- Laree DDT (OWW) /Mickie-DT (WWE) (Stading Tornado o Jumping DDT)
- Chick Kick (Roundhouse kick) – 2006
- Stratusfaction (Springboard bulldog) – 2005-2006

### Soprannomi
- "Psycho"

### Wrestler assistiti
- AJ Styles
- Christian York
- Joey Matthews

### Musiche d'ingresso
- Girlfriend di Dale Oliver (TNA; 2002–2003)[26]
- Day Dreamin' Fazes di Kottonmouth Kings (ROH)[26]
- Seven Nation Army dei The White Stripes (ROH)[26]
- Just a Girl dei No Doubt (OVW; 2003-2005)[26]
- Obsession di Jim Johnston (WWE)[26]
- Ice Breaker di Dale Oliver (TNA)[26]
- Hardcore Country di Mickie James e Serg Salinas (TNA; AAA; Circuito indipendente; NWA)[26]
- The Spark di Kenny Wootton e Harley Wootton (Chikara)[26]

## Titoli e riconoscimenti
- Covey Promotions
  - Covey Pro Women's Championship (1)
  - Covey Pro Hall of Fame (2014)
- CyberSpace Wrestling Federation
  - CSWF Women's Championship (1)[27]
- Dynamite Championship Wrestling
  - DCW Women's Championship (1)[27]
- Ground Xero Wrestling
  - GXW Women's Championship (1)
- Impact Championship Wrestling

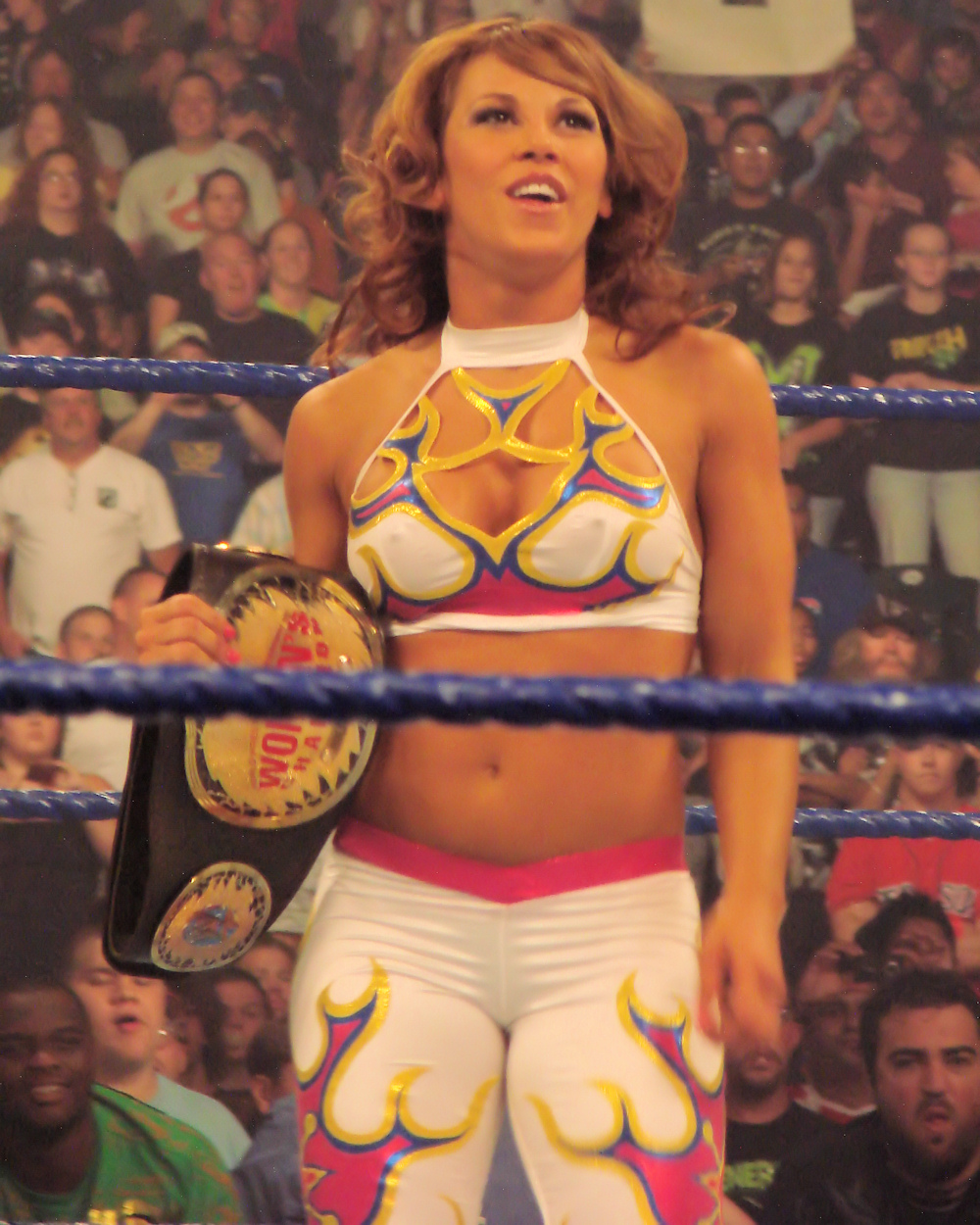
Mickie James con il WWE Women's Championship, titolo che ha vinto cinque volte

  - ICW Super Juniors Championship (1)[28]
- International Pro Wrestling: United Kingdom
  - IPW: UK Women's Champion (1)
- Maryland Championship Wrestling
  - MCW Women's Championship (1)
- Premier Wrestling Federation
  - PWF Universal Women's Championship (1)[27]
- Pro Wrestling Illustrated
  - Woman of the Year (2009, 2011)
  - 1ª tra le 50 migliori wrestler femminili nella PWI Female 50 (2009)[29]
- Southern Championship Wrestling
  - SCW Diva Championship (1)[27]
- Total Nonstop Action/Impact Wrestling
  - TNA/Impact Knockout's Championship (5)
  - TNA World Cup of Wrestling (2013) – con Christopher Daniels, James Storm, Kazarian e Kenny King
- Ultimate Championship Wrestling
  - UCW Women's Championship (1)[27]
- Ultimate Wrestling Federation
  - UWF Women's Championship (2)[27]
- WWE
  - WWE Divas Championship (1)
  - WWE Women's Championship (5)
- Wrestling Observer Newsletter
  - Most Disgusting Promotional Tactic (2009) - Angle di Piggy James

## Carriera musicale
Parallelamente alla strada nel wrestling, James ha avviato la carriera di cantante. Il suo primo album in studio, Strangers & Angels, fu pubblicato il 18 maggio 2010 su iTunes. Al suo interno sono contenuti i singoli Are You with Me e Hardcore Country, canzone utilizzata come musica d'ingresso nella TNA.
Il secondo album, Somebody's Gonna Pay, fu pubblicato il 7 maggio 2013 e  debuttò alla posizione numero 15 nella classifica Heatseekers stilata da Billboard. Il video musicale del singolo omonimo vide la partecipazione del compagno Nick Aldis e di Trish Stratus.

### Discografia

#### Album in studio
- 2010 – Strangers & Angels
- 2013 – Somebody's Gonna Pay

#### Singoli
- 2010 – Are You with Me
- 2010 – Hardcore Country
- 2013 – Somebody's Gonna Pay
- 2016 – Shooting Blanks
- 2017 – Get Down
- 2018 – Don't Be Afraid to Fly
- 2018 – Left Right Left (con Ying Yang Twins)
- 2019 – I Don't Give A
- 2019 – Great Minds (con Sean Gasaway)
- 2019 – Christmas Presence
- 2020 – With the Love of a Child (con Rosevelt Sings feat. Holy Spirit Tuscaloosa Choir)
- 2021 – Grown Ass Woman (con Chapel Hart)
- 2022 – Pissed
- 2023 – Sandbar Sunsets

#### Collaborazioni
- 2014 – Is Everybody Doing OK (Cowboy Troy feat. Mickie James e "Cowboy" James Storm)
- 2024 – I Didn't Know (The Goldy lockS Band feat. The Lacs e Mickie James)

#### Video musicali
- 2013 – Somebody's Gonna Pay
- 2018 – Left Right Left (con Ying Yang Twins)
- 2019 – I Don't Give A